# Norwegian Air Argentina
Norwegian Air Argentina fue una aerolínea argentina filial de Norwegian Air Shuttle que se encuentra en proceso de fusión con la chilena JetSmart. La aerolínea opera con aviones Boeing 737-800, con bases en Buenos Aires, Córdoba y Mendoza. Todas las aeronaves son matriculadas en el registro nacional de Argentina.
Índigo Partners (propietario de la aerolínea JetSmart) adquirió las acciones de Norwegian argentina el 5 de diciembre de 2019, reforzando la presencia del grupo en la región. 
El CEO de índigo oficializó la información, agregando que dejarán de usar las aeronaves existentes Boeing 737-800, reemplazándolas por los Airbus A320-200 e incorporando la imagen del resto de las aeronaves del grupo.

## Historia
El 25 de enero de 2017 Norwegian Air Shuttle estableció su filial argentina para poder acceder a los derechos de tráfico aéreo en el país compartiendo la marca con  Norwegian Air Shuttle, Norwegian Air International, Norwegian Air UK del Grupo Norwegian.
En julio de 2019 inició los trámites para en un futuro  volar de manera regular hacia los Estados Unidos.

## Destinos
| Ciudad                     | Código de aeropuerto       | Código de aeropuerto       | Nombre del aeropuerto                                     | Aeropuerto de salida | Aeropuerto de salida | Notas |
| Ciudad                     | IATA                       | ICAO                       | Nombre del aeropuerto                                     | AEP                  | Otro                 | Notas |
| -------------------------- | -------------------------- | -------------------------- | --------------------------------------------------------- | -------------------- | -------------------- | ----- |
| Córdoba                    | COR                        | SACO                       | Aeropuerto Internacional Ingeniero Ambrosio Taravella     | •                    |                      |       |
| Buenos Aires               | AEP                        | SABE                       | Aeroparque Jorge Newbery                                  |                      | -                    |       |
| Bariloche                  | BRC                        | SAZS                       | Aeropuerto Internacional Teniente Luis Candelaria         | •                    |                      |       |
| Neuquén                    | NQN                        | SAZN                       | Aeropuerto Internacional Presidente Perón                 | •                    |                      |       |
| Mendoza                    | MDZ                        | SAME                       | Aeropuerto Internacional Gobernador Francisco Gabrielli   | •                    |                      |       |
| Salta                      | SLA                        | SASA                       | Aeropuerto Internacional de Salta Martín Miguel de Güemes | •                    |                      |       |
| Puerto Iguazú              | IGR                        | SARI                       | Aeropuerto Internacional de Puerto Iguazú                 | •                    |                      |       |
| San Salvador de Jujuy      | JUJ                        | SASJ                       | Aeropuerto Internacional Gobernador Horacio Guzmán        | •                    |                      |       |
| Total: 8 destinos, 7 rutas | Total: 8 destinos, 7 rutas | Total: 8 destinos, 7 rutas | Total: 8 destinos, 7 rutas                                | 7                    | 0                    |       |

Antiguos destinos
- San Miguel de Tucumán / Aeropuerto Internacional Teniente Benjamín Matienzo
- Posadas / Aeropuerto Internacional de Posadas Libertador General José de San Martín
- Rosario / Aeropuerto Internacional Rosario Islas Malvinas
- Santa Fe / Aeropuerto de Sauce Viejo
- San Juan / Aeropuerto Domingo Faustino Sarmiento
- Mar del Plata / Aeropuerto Internacional Astor Piazolla